# Viehhausen (Dachau)
Viehhausen ist eine Einöde nördlich des Dorfes Pellheim im Stadtgebiet von Dachau. 

## Geschichte
Erstmals erwähnt wird der Ort, als Leute aus Pellheim im Jahre 1100 einen dortigen Bauernhof dem Kloster Scheyern stiften, das es an das Hochstift Freising überträgt. Im Jahre 1140 stiftete Ditricus von Pellheim dem Kloster Scheyern zwei Höfe. Die Einöde wird 1142 unter dem Namen Vihehusen erwähnt. 1232 waren alle Höfe bereits unter der Verwaltung des Besitzers der Viehhauser vereint und gehörten spätestens seit Beginn des 14. Jahrhunderts dem Kloster Schäftlarn. Seit dem 19. Jahrhundert gehörte Viehhausen zur Gemeinde Pellheim, mit der es im Zuge der Gebietsreform in Bayern am 1. Juli 1972 zur Stadt Dachau kam. In den Jahren 1988 bis 1990 erbauten Josef und Maria Kreitmair im Ort eine Kapelle.